# حسین کیانی
حسین کیانی پژوهشگر، مدرس، نویسنده و کارگردان تئاتر است. او صاحب سبک است و نمایش‌هایش به داشتن «هویت ایرانی» معروف هستند. آثار وی معمولاً فضای سنتی، مذهبی، تاریخی و شرایط اجتماعی ایران را روایت می‌کند.
از میان آثارش تاکنون بیداری خانهٔ نسوان، همسایهٔ آقا، پنهان‌خانهٔ پنج در و واقعه در مجلس سودابه‌خوانی به چاپ رسیده‌است.

## زندگی
حسین کیانی زادهٔ سفیدکوه (روستای زاغه) ملایر و بالیده در شهر بروجرد و از اهالی این شهر است. او فارغ‌التحصیل رشتهٔ کارگردانی از دانشکدهٔ هنرهای زیبای دانشگاه تهران و نیز کارشناسی ارشد همین رشته از دانشکدهٔ هنر دانشگاه تربیت مدرس و دانشجوی مقطع دکتری رشتهٔ مطالعات تئاتر در دانشگاه تهران است.

## سبک نویسندگی
کیانی از آن دست درام‌نویسانی است که به سمت متون خارجی نرفته و تلاش کرده زبان و سبکی را که در درام‌نویسی داشته، حفظ کند.
او در جایگاه کارگردان مؤلف، دارای سبکی مختص به خود است که فقط به شیوهٔ اجراهایش محدود نمی‌شود، بلکه در وهلهٔ اول به تفکرش به عنوان هنرمند جامعهٔ امروز برمی گردد.
از نظر او، تئاتر فرصتی است برای دیالوگ با مردم، سنت و مذهب، اجتماع و سیاست و حتی تاریخ. به همین دلیل، در نمایشنامه‌های تاریخی اش، با دستمایه قرار دادن رویدادهایی خاموش و رها شده، به ریشه‌های مصائب جامعهٔ امروز می‌رسد.

## کارنامهٔ هنری
- نخستین بار در سال ۱۳۷۵، نمایشنامهٔ داستان باغ‌وحش ادوارد آلبی را در سالن تجربهٔ دانشکدهٔ هنرهای زیبا روی صحنه برد. او یکی از بازیگران این نمایش هم بود.
- پس از آن در سال ۱۳۷۶، نمایشنامهٔ بازیخانه را نوشت و در جشنوارهٔ سراسری دانشجویان کشور روی صحنه برد. این نمایش دو بازیگر داشت، با مضمونی تاریخی که با نمایش‌های سنتی ایرانی گره خورده بود. بازیخانه موفق به دریافت جایزهٔ نمایشنامه‌نویسی و کارگردانی شد. علاوه بر آن، جایزهٔ بازیگری اول زن را از آن خود کرد. پس از این موفقیت، نمایش سی شب در تئاتر شهر روی صحنه بود.
- سال ۱۳۷۷، نمایشنامهٔ دوزخ اثر ژان-پل سارتر را با راهنمایی حمید سمندریان و فرهاد ناظرزاده کرمانی به عنوان پایان‌نامهٔ مقطع کارشناسی روی صحنه برد.
- یک سال بعد، با دلبستگی به آثار بهرام بیضایی و به خصوص پرده خانهٔ او، نمایشنامهٔ خیشخانه را نوشت که در جشنوارهٔ سراسری دانشجویان کشور که در اهواز برگزار شد، روی صحنه رفت. این نمایش هم جایزهٔ اول نمایشنامه‌نویسی و طراحی صحنه و بهترین بازیگری زن را از آن خود کرد و پس از آن، در تئاتر شهر به اجرا رسید. خیشخانه تصویری تازه از خلوتگاه کاخ‌های پادشاهی و دسیسه‌ها و توطئه‌هایی بود که در راستای تغییر حکومت‌ها یا برخی سران ممالک صورت می‌گرفت. در این نمایش با وجود همهٔ دسیسه‌هایی که درباریان برای رسیدن به پادشاهی انجام می‌دادند، در نهایت قرعه به نام کسی می‌افتد که قابل تصور نیست. این نمایشنامه که از برجسته‌ترین آثار کیانی است، تاکنون به چاپ نرسیده‌است.
- در همین سال، نمایشنامه‌های پنهان‌خانهٔ پنج‌در و واقعه در مجلس سودابه‌خوانی را نوشت. پنهان‌خانهٔ پنج‌در در هجدهمین جشنوارهٔ بین‌المللی تئاتر فجر روی صحنه رفت و موفق به دریافت جایزهٔ اول نمایشنامه‌نویسی شد. این نمایش در سال ۱۳۷۹، به هفتهٔ هنر ایران در جشنوارهٔ پارمای ایتالیا دعوت و پس از آن، سی و سه شب در سالن سایهٔ تئاتر شهر به اجرای عموم درآمد. پنهان‌خانهٔ پنج‌در روایتگر همان تاریخ نانوشته‌ای است که کیانی پیش‌تر آغاز کرده بود. تاریخی که به گفتهٔ خودش، باورپذیرتر و زنده‌تر از تاریخ نوشته و پیداست. این نمایش روایت تقابل بی‌پایان دانایی و فرهنگ با ناآگاهی و سرگذشت زنانی است که خواستار دانایی‌اند اما دانایی هم‌سنگ جنایت است. آن‌ها حاضر به روایت دیگرگونهٔ تاریخ نمی‌شوند و سرانجام این ایستادن، یغمای جان و مانِ شان است.
- واقعه در مجلس سودابه‌خوانی در جشنوارهٔ سراسری تئاتر دانشجویی در تالار مولوی روی صحنه رفت. این نمایش در روایت معروفی از شاهنامهٔ فردوسی شک آوری می‌کند. سیاوشِ واقعه در مجلس سودابه‌خوانی در جست‌وجوی بهرهٔ خود است، نیک‌جو و نیک‌خو نیست و با بازی مصلحت آمیزی عاشق شدن بر سودابه و مکافاتش را موجب می‌شود.
- کیانی در سال ۱۳۷۹، نمایشنامهٔ کمدی رژیستورها نمی‌میرند را در نوزدهمین جشنوارهٔ بین‌المللی تئاتر فجر و پس از آن در سالن چهارسوی تئاتر شهر روی صحنه برد که جایزهٔ دوم کارگردانی و نمایشنامه‌نویسی را برایش به دنبال داشت. رژیستورها نمی‌میرند با پرداختن به مشکلات پیکرهٔ تئاتری، از بازخوانی تاریخ به بازخوانی اجتماع می‌رسد.
- او در سال ۱۳۸۲، نمایشنامهٔ مضحکه شبیه قتل را نوشت که در سالن سایهٔ تئاتر شهر به اجرای عموم درآمد. مضحکه شبیه قتل در قالبی کمدی به تلخی سرنوشت نمایشگرانی از دورهٔ قاجار پرداخته و با تصویرسازی چنین فضایی، به دو پاره شدن اجتماع آن روز و همانندسازی آن با موقعیت سیاسی اجتماعی امروز می‌رسد. این نمایش در سال ۱۳۹۴، بازتولید و در دو دوره در سالن اصلی تئاتر شهر و تماشاخانهٔ باران اجرا شد.
- کیانی این روند نمایشنامه‌نویسی را ادامه داد و در سال ۱۳۸۳، تیاتر اجباری را در سالن قشقایی تئاتر شهر روی صحنه برد. او این بار هم در فضایی کمدی به طرح مسائل اهالی نمایش در دورهٔ قاجار و به تعبیری دیگر در هم‌اکنون می‌پردازد. مضمون این نمایش کارگردانی است که محصل دارالفنون است و قصد دارد نمایشی روی صحنه ببرد. اما رفته‌رفته وجه نقد اجتماعی سیاسی آثارش پررنگ‌تر می‌شود.
- تکیهٔ ملت که سال ۱۳۸۴ در سالن سایهٔ تئاتر شهر روی صحنه می‌رود، روایتی است از گرفتاری‌ها، سنگدلی‌ها، کینه‌ورزی‌ها، خوشی‌ها و غم‌های اهالی نمایش. او با طنزی گزنده که بر بستری تاریخی استوار است، می‌کوشد مخاطب امروز را به آنچه بر تکیهٔ دولت رفته، آگاه کند. همهٔ این‌ها ابزار می‌شود تا ورطهٔ دیگری را نشان بدهد. تکیه ملت به بهره‌گیری از فرهنگ و باورهای عامیانه و زبان کوچه و بازار نزدیک می‌شود.
- در سال ۱۳۸۵، همسایهٔ آقا را در سالن چهارسوی تئاتر شهر روی صحنه برد. این نمایش در فضای تاریخی نمی‌گذرد. همسایهٔ آقا سرنوشت خانواده‌ای از جامعهٔ امروز است، با باورهایی که حاصل مذهب، سنت و اجتماع آن‌هاست. او در این نمایش به مردم‌شناسی اجتماع خود دست می‌زند و نوعی نگاه به مذهب را به تصویر می‌کشد که حاصل فضای اجتماعی و سیاسی است.
- در همین سال، کارگردانی هنری مجموعهٔ تلویزیونی بی‌مقدمه را نیز به عهده گرفت که از شبکهٔ دو سیما روی آنتن رفت.
- سال ۱۳۸۷، بیداری خانهٔ نسوان در سالن چهارسوی تئاتر شهر روی صحنه می‌رود. مضمون این نمایش که در آغاز دوران پهلوی می‌گذرد، همچنان درام‌نویسی است اما این بار در فضایی زنانه. او در آثار قبلی‌اش هم به مسائل زنان پرداخته بود اما نه در این قالب. بیداری خانهٔ نسوان که سرگذشت چند زن درام‌نویس است، در واقع تراژدی «زن بودن» از نگاه خود مردم است و در این تلقی تفاوتی میان روشنفکر، جاهل، نظامی، مال‌دار و زمام‌دار وجود ندارد.
- اهل قبور در سال ۱۳۸۸، در سالن چهارسوی تئاتر شهر روی صحنه رفت. نمایشی که اگرچه دربرگیرندهٔ موقعیتی جهان‌شمول است، به مسائل سیاسی روز جامعه تنه می‌زد. فقر و ناآگاهی شخصیت‌های این نمایش، آنها را در موقعیت استثمار قرار می‌دهد، موقعیتی تراژدی-کمدی که از تئاتر ابزورد تأثیر می‌گیرد؛ چند کارگر و یک معمار مجبور می‌شوند برای دشمنی خیالی قبر بکنند…
- او در سال ۱۳۸۹ همهٔ فرزندان خانم آغا را هم بر اساس موقعیت تراژدی–کمدی نوشت و در سالن چهارسوی تئاتر شهر روی صحنه برد. کیانی در این نمایشنامه که از درون ذهن مخاطب آغاز می‌شود، به خانه‌ای می‌پردازد که کارکردهایی چندگانه و نشانه‌ای پیدا می‌کند و با حالت استعاری ای که به خود می‌گیرد، از تعریف مکانی برای زندگی خارج می‌شود. حیات سنتی این خانه توسط معماری جدیدی که بیرون آن رخ می‌دهد، در معرض تهدید است. همهٔ فرزندان خانم آغا به دو نمایشنامهٔ باغ آلبالو و مرغ دریایی آنتوان چخوف نظر دارد و در متن به یاری شان می‌گیرد اما در صورت و قالبی ایرانی.
- کیانی مشروطه بانو را سال ۱۳۹۰ در سالن اصلی تئاتر شهر روی صحنه برد که دومین تجربهٔ اقتباسی‌اش است. او این بار ملاقات بانوی سالخورده فردریک درونمات را دستمایهٔ نوشتن متنش قرار می‌دهد، اقتباسی که با درونمایه ای مستقل و ایرانی، به ایدهٔ دراماتیک و پیرنگ اصلی آن اثر محدود می‌شود. مشروطه بانو روایتی دیگر از دوران استبداد صغیر محمدعلی شاهی و درگیری مجاهدان مشروطه‌خواه با دولت و شاه برای بازپس‌گیری انقلاب مشروطیت است. ویژگی همانندسازی رویدادهای تاریخی با مسائل امروز در این اثر همچنان پیداست.
- سال ۱۳۹۲، نمایش در شوره‌زار را در سالن استاد سمندریان تماشاخانهٔ ایرانشهر به اجرای عموم درآورد. این نمایش بر اساس اتفاقی واقعی در جامعه نوشته شد و همزمان او را از فضای کمدی کارهای پیشین دور و به نوعی مواجههٔ رئالیستی- ناتورالیستی با جامعه و انسان و خصایص درونی‌اش رساند. او این وجه ناتورالیستی را با عذاب و پریشانی آدم‌هایی که در شوره‌زاری رها شده‌اند، روایت می‌کند و بیشتر به فرم و بیان نمادین و تأویل پذیر روی می‌آورد. این نمایشنامه که تلخی و بی رحمی سرنوشت محتوم این آدم‌هاست، در کنار روایتی دراماتیک به واقعه‌ای اجتماعی و زیست‌محیطی هم اشاره دارد.
- کیانی در تئاتر سعدی، تابستان سی و دو که سال ۱۳۹۵، در سالن اصلی تئاتر شهر روی صحنه رفت، دوباره به جامعهٔ تئاتری در فضایی تاریخی پرداخت اما در فضایی معاصر. شخصیت‌های تئاتری این اثر تصمیم دارند روز کودتای ۲۸ مرداد نمایشی در تئاتر سعدی روی صحنه ببرند اما همان شب این تماشاخانه را به آتش می‌کشند. سرگرد قربانعلی فخرایی مسؤول سانسور و شعبان جعفری مسؤول آتش زدن تیاتر سعدی اند. رویکرد تاریخی و در عین حال تخیلی او در این اثر، به برداشتی دراماتیک می‌انجامد.
- در سال ۱۳۹۶، روز عقیم را نوشت و در تماشاخانهٔ باران روی صحنه برد. او در این نمایش، قضاوتی تاریخی را کنار می‌زند و زبان زن‌هایی می‌شود که هیچ‌گاه فرصت حرف زدن به آن‌ها داده نشده‌است. روز عقیم روایتی دیگر از سرانجام هولناک چند زن قلعهٔ زاهدی (شهرنو) است. ساختار روایی این نمایش، به دلیل محو و ناپیدا بودن این رویداد و هول و هراس آن، در فضا و زمانی سورآلیستی می‌گذرد.
- نمایش چشم به راه میرغضب اثر دیگری است که کیانی نویسنده، طراح و کارگردانش است، این نمایش در سال ۱۳۹۸ در تماشاخانهٔ سنگلج روی صحنه رفت. درون‌مایهٔ مضمونی این نمایش‌نامه روایتی است از ذبیح و رضی که یکی مستبد و دیگری مشروطه‌خواه است. این دو شخصیت در دورهٔ استبداد صغیر محمدعلی‌شاه به اعدام محکوم می‌شوند و زمان انتظار میرغضب برای آن‌ها، هویدا کنندهٔ اتفاقاتی غریب در ساختار اجتماعی جامعه‌شان است.
- نمایش پروین که دربارهٔ پروین اعتصامی، شاعر شناخته‌شدهٔ معاصر است اواخر اردیبهشت ۱۴۰۱ در سالن اصلی مجموعهٔ تئاتر شهر روی صحنه رفت. این درام تاریخی و چهره‌نگارانه (پرتره)، برشی از زندگی پروین اعتصامی است.[۱]
- کافه کات روایتی بر رنج و عذاب دلهره آور زنان ایران بود. این نمایش اردیبهشت ۱۴۰۲ در سالن استاد سمندریان تماشاخانهٔ ایرانشهر به اجرا درآمد و پس از مدّت کوتاهی به کار خود پایان داد.[۴]
- مجلس توبه‌نامه‌نویسی اسماعیل بزاز، بهارِ ۱۴۰۳، تالارِ مولوی، تهران

## فیلم زندگی
مستند مرگ در حمام بنفش ساختهٔ آریان رضائی به زندگی تئاتری حسین کیانی می‌پردازد. این مستند از خرداد ماه ۱۴۰۱ در سایت هاشور اکران آنلاین شده‌است.

## گروه تئاتر ملی چریکه
حسین کیانی از زمان آغاز فعالیت هنری‌اش سرپرستی گروه تئاتر ملی چریکه را به عهده داشته و تمامی نمایشنامه‌هایش را که به قلم خودش به رشتهٔ تحریر درآمده، با همکاری این گروه، کارگردانی و روی صحنه برده‌است.